# سیارک ۱۷۶۲۹
سیارک ۱۷۶۲۹ (به انگلیسی: 17629 Koichisuzuki، نامگذاری:1996HN1)۱۷۶۲۹مین سیارک کشف شده‌است که در ۲۱ آوریل ۱۹۹۶ کشف شد.